# 相继式
在证明论中，相继式（sequent）是对在规定演绎的演算的时候经常用到的可证明性的形式陈述。

## 解释
相继式有如下形式
{\displaystyle \Gamma \vdash \Sigma }
这里的Γ和Σ二者是逻辑公式的序列（就是说公式的数目和出现次序都是重要的）。符号{\displaystyle \vdash }通常被称为十字转门（turnstile）或T型符号（tee），并经常被读做"产生"或"证明"。它不是语言中的符号，而用来讨论证明的元语言中的符号。在相继式中，Γ叫做相继式的前件（antecedent）而Σ叫做相继式的后继（succedent）。

## 直觉意义
上面给出的那种相继式的直觉意义是在假定了Γ推出Σ是可证明的之下的。在经典的情形下，在十字转门左面的公式按合取解释，而右面的公式按析取解释。这意味着当在Γ中的所有公式成立的时候，在Σ中至少有一个公式必定是真的。如果后继为空，则按虚假解释，就是说{\displaystyle \Gamma \vdash }意味着Γ证明了虚假，并且因此是矛盾的。在另一方面，空前件被假定为真，就是说{\displaystyle \vdash \Sigma }意味着Σ没有任何假定就成立，也就是说，它总是真（作为一个析取式），而且因此是一个断言。
但是上述解释只用于教学目的。因为在证明论中的形式证明是纯粹的语法上的，相继式的语义只由提供实际的推理规则的演算的性质给出。
剥离在上面的技术性精确定义中的任何矛盾，我们可以按它们的介绍性的逻辑形式来描述相继式。{\displaystyle \Gamma }表示我们开始逻辑处理时做的假定的集合，例如"苏格拉底是人"和"所有人都是必死的"。{\displaystyle \Sigma }表示从这些前提得到的逻辑结论。例如，我们希望在十字转门的{\displaystyle \Sigma }端见到"苏格拉底是必死的"。在这个意义上，{\displaystyle \vdash }意味着推理过程，或者英语中的"所以"。
我们对这些符号指派的意思是有所助益的。规则自身按机械性本质来运做而不承载潜在的意义。这个主题的详情请参见哥德尔不完备定理。

## 例子
一个典型的相继式：  
{\displaystyle \phi ,\psi \vdash \alpha ,\beta }
它声称要么{\displaystyle \alpha }要么{\displaystyle \beta }可以推导自{\displaystyle \phi }且{\displaystyle \psi }。

## 性质
因为在（左边的）的前件中的所有公式都必须为真来获得在（右边的）后继中至少一个公式为真，向任何一端增加公式都导致一个更弱的相继式，而从任何一端去除公式都得到更强的相继式。

## 规则
多数证明系统都提供从一个相继式到另一个相继式的演绎方式。这些规则都写成在横线上下的相继式列表。这些规则指示如果在横线上的所有相继式都为真，则在横线之下的也都为真。
一个典型的规则是：
{\displaystyle {\frac {\Gamma \vdash \Sigma }{\begin{matrix}\Gamma ,\alpha \vdash \Sigma &\alpha ,\Gamma \vdash \Sigma \end{matrix}}}}
这指示了如果我们可以演绎{\displaystyle \Sigma }自{\displaystyle \Gamma }，则我们也可以演绎它自{\displaystyle \Gamma }和{\displaystyle \alpha }一起。
注意我们通常使用大写的希腊字母来指称（可能为空）公式的列表。{\displaystyle [\Gamma ,\Sigma ]}被用来指示{\displaystyle \Gamma }和{\displaystyle \Sigma }的紧缩，就是说，这些出现在要么{\displaystyle \Gamma }要么{\displaystyle \Sigma }中但不重复的那些公式的列表。

## 变体
这里介绍的相继式的一般概念能以各种方式特殊化。一个相继式被称为是直觉相继式，如果在后继中有最多一个公式。这种形式是获得直觉逻辑的演算是需要的。类似的，你可以通过要求相继式在前件中只有一个公式来获得双直觉逻辑（某种次协调逻辑）的演算。
在很多情况下，相继式还假定由多重集或集合组成。所以你可以漠视公式的次序甚至数目。对于经典命题逻辑这不导致问题，因为你能从一组前提中得出的结论不依赖于这些数据。但是在亚结构逻辑中这就变得很重要了。
一些系统只允许在右边有一个公式。

## 历史
历史上，相继式是格哈德·根岑介入用来规定他著名的相继式演算。在他的德语出版物中他使用了单词"Sequenz"。但是，在英语中，单词"序列"已经用来翻译德语的"Folge"并在数学中经常出现。术语"相继式"被建立用做这个德语表达的替代翻译。
本條目含有来自PlanetMath《Sequent》的內容，版权遵守知识共享协议：署名-相同方式共享协议。